# Pterocles namaqua
Pterocles namaqua là một loài chim trong họ Pteroclidae.